# La Belle Vie (pièce de théâtre)
Pour les articles homonymes, voir La Belle Vie.
La Belle Vie est une pièce de théâtre de Jean Anouilh, écrite en 1964 et créée à la Télévision française (Paris) le 20 octobre 1979 dans une mise en scène de Lazare Iglesis .

## Adaptation télévisuelle
- Leben wie die Fürsten, téléfilm de Helmut Käutner, diffusé le 16 juin 1966 sur ARD.
- La Belle Vie, téléfilm de Lazare Iglésis, diffusé le 20 décembre 1979 sur Antenne 2.